# 鉄道敷設法別表第11号
鉄道敷設法別表第11号は、1922年（大正11年）4月11日に公布・施行された「鉄道敷設法」（大正11年法律第37号）別表に定められていた条文の一つ。

## 原文
岩手縣雫石ヨリ川尻ニ至ル鐡道

## 現代風の表記
岩手県雫石より川尻に至る鉄道

## 未開業区間
雫石駅～陸中川尻駅（現・ほっとゆだ駅）

## 鉄道先行バス路線
なし。

## 近接するルートを走る民間路線バス
- 岩手県交通貝沢線（ほっとゆだ駅 - 貝沢）[1]